# Eistla Regio
Eistla Regio es una larga banda volcánica ubicada en el planeta Venus a 10,5° N y 21,5° E. Con una extensión de más de 8.000 km, limita al norte con Sedna Planitia y Bereghinya Planitia, y al sur con Guinevere Planitia y Tinatin Planitia.

## Geografía
Eistla Regio se compone de tres segmentos:
- al oeste, un extremo formado por Sif Mons y Gula Mons, con varias coronas satélite ;
- en el centro, un área de numerosas coronae y farra (en particular Carmenta Farra) alrededor de Safo Patera;
- al este, un área de vastas coronas (en particular Pavlova Corona y Calakomana Corona) más allá de Kali Mons.

Los relieves generalmente no superan los 1.500 metros de altitud, a excepción de los volcanes, que pueden alcanzar el doble.